# Breizacanthus irenae
Breizacanthus irenae är en hakmaskart som beskrevs av Yves-Jean Golvan 1969. Breizacanthus irenae ingår i släktet Breizacanthus och familjen Arhythmacanthidae. Inga underarter finns listade i Catalogue of Life.